# Upogebia affinis
Upogebia affinis är en kräftdjursart som först beskrevs av Thomas Say 1818.  Upogebia affinis ingår i släktet Upogebia och familjen Upogebiidae. Inga underarter finns listade i Catalogue of Life.